# Masacre de Santa Cruz
La masacre de Santa Cruz (también conocida como la masacre de Dili) fue un tiroteo ocurrido el 12 de noviembre de 1991 en el cementerio de Santa Cruz de la ciudad de Dili, capital de la entonces provincia indonesia de Timor Timur, y en la cual perdieron la vida al menos 250 manifestantes en pro de la independencia de Timor Oriental debido a la ocupación del país por Indonesia; es parte del genocidio de Timor Oriental.

## Trasfondo
En octubre de 1991 una delegación a Timor Oriental consistente de miembros del Parlamento portugués y doce periodistas estuvo planeada durante una visita del enviado especial de la ONU Pieter Kooijmans. El gobierno indonesio objetó la inclusión en la delegación de Jill Jolliffe, un periodista australiano considerado como partidario del Fretilin, movimiento independentista timorense, y Portugal posteriormente canceló la delegación. La cancelación de la delegación causó una pérdida de la moral ente los activista por la independencia, quienes había esperado utilizar la visita para aumentar la atención internacional sobre su causa. Tensiones entre autoridades indonesias y las juventudes timorenses aumentaron en los días siguientes a la decisión de Portugal. El 28 de octubre, las tropas indonesias habían localizado a un grupo de miembros de la resistencia en la Iglesia de San Antonio de Motael. El resultado fue una confrontación que resultó en la muerte de varias personas, incluyendo al independentista Sebastião Gomes.
Un número de extranjeros que había venido a Timor Oriental para observar la delegación portuguesa, incluyendo a periodistas independientes como Amy Goodman y Allan Nairn, y el camarógrafo británico Max Stahl, atendieron un servicio conmemorativo para Gomes el 12 de noviembre, en el que varios hombres, mujeres, y niños caminaron desde la Iglesia de Motael hasta al cementerio de Santa Cruz. Fue la manifestación más grande y más visible  contra la ocupación indonesia desde 1975.

## La masacre
Durante una breve confrontación entre manifestantes y tropas indonesias, un número de manifestantes y un mayor del ejército, Geerhan Lantara fueron acuchillados.  Stahl alegó que Lantara había atacado a un grupo de manifestantes incluyendo a una chica que llevaba la bandera timorense, y el activista de FRETILIN Constâncio Pinto relató que testigos habían presenciado golpizas por parte de policía y soldados indonesios. Cuando la procesión logró llegar al cementerio algunos continuaron sus protestas ante la pared del cementerio. Alrededor de 200 soldados indonesios llegaron entonces y avanzaron contra los manifestantes con sus armas desenfundadas.  Las tropas indonesias entonces abrirían fuego en contra de centenares de civiles desarmados.
La masacre fue presenciada por los dos periodistas estadounidenses, Amy Goodman y Allan Nairn, y filmada por Max Stahl, quien trabajaba para Yorkshire Television. Cuando Stahl filmó la masacre, Goodman y Nairn «intentaron servir como escudo para los timorenses». Los soldados empezaron entonces a golpear a Goodman, fracturándole el cráneo.
Al menos 250 timorenses fueron asesinados en la masacre. Las autoridades indonesias describieron el incidente como una reacción espontánea a la violencia de los manifestantes o un «malentendido». Los objetores a las acciones de los militares citaron dos factores en contra de esta versión: la historia documentada de violencia en masa cometida por tropas indonesias en sitios como Quelicai, Lacluta, y Kraras, y una serie de declaraciones de políticos y agentes en Indonesia, justificando la violencia del ejército. Try Sutrisno, comandante en jefe de las fuerzas indonesias, dijo dos días después de la masacre: «El ejército no puede ser subestimado. Al final les tuvimos que disparar. A los delincuentes como estos agitadores hay que dispararles, y eso se hará».

## Consecuencias

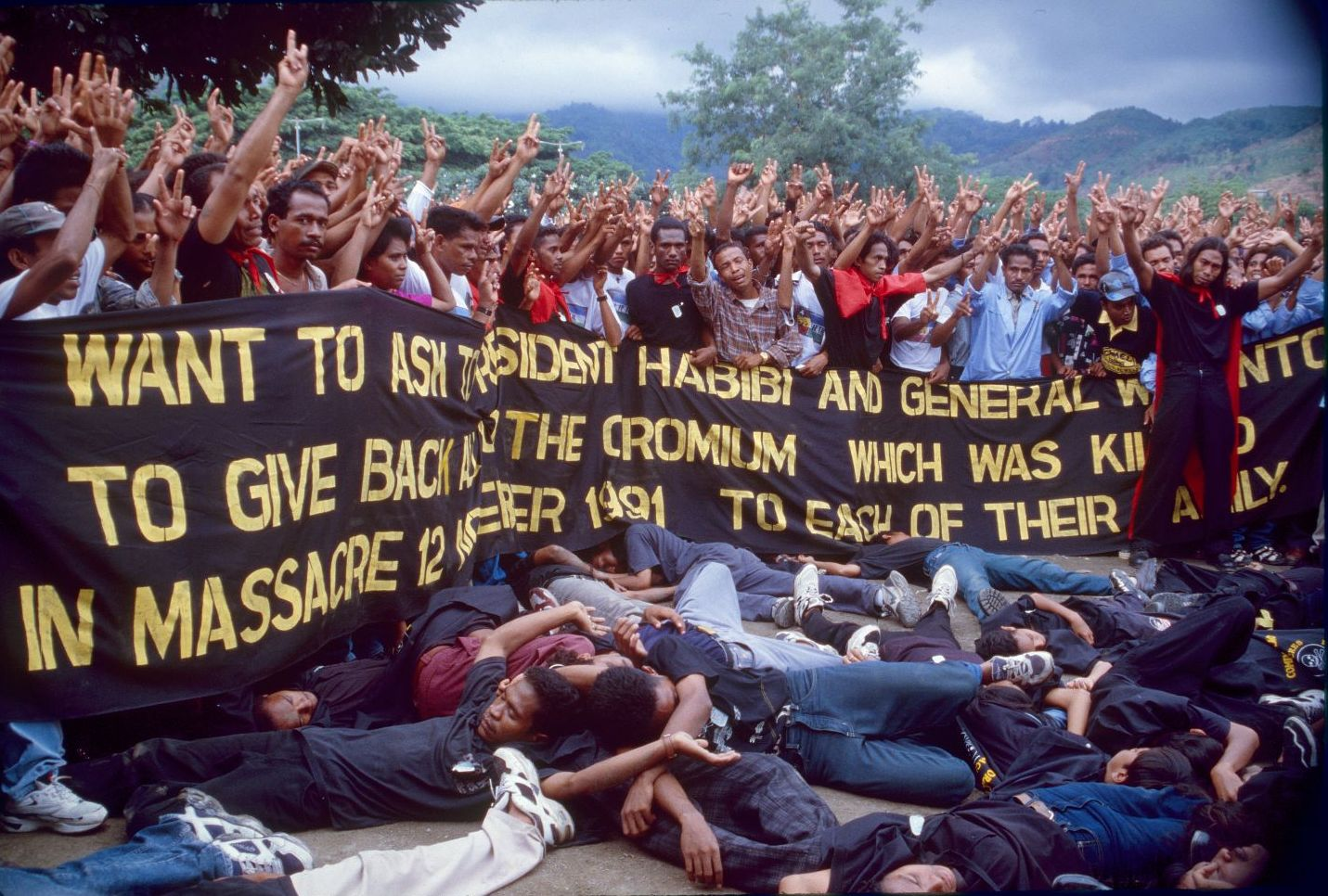
Una recreación de la masacre en noviembre de 1998

En respuesta a la masacre, activistas alrededor del mundo se organizaron en solidaridad con Timor Oriental. A pesar de que una red pequeña de individuos y grupos había venido trabajando por los derechos humanos y autodeterminación en Timor Oriental desde que la ocupación había empezado, su actividad tomó nueva fuerza después de la masacre de 1991. TAPOL, una organización británica formada en 1973 para promover la democracia en Indonesia, aumentó su trabajo alrededor de Timor Oriental. En los Estados Unidos, la East Timor Action Network fue  fundada y pronto consiguió sedes en diez ciudades alrededor del país. Otros grupos de solidaridad aparecieron en Portugal, Australia, Japón, Alemania, Malasia, Irlanda, y Brasil.
Las imágenes de la masacre fueron vistas en todo el mundo, causando vergüenza considerable al gobierno indonesio. La cobertura era un ejemplo vívido  de cómo el crecimiento de los medios de comunicación en Indonesia hacía cada vez más difícil para el «Nuevo Orden» el controlar el flujo de información en Indonesia, y que en los tiempos después de la Guerra Fría, el gobierno tendría que lidiar con creciente escrutinio internacional. Las imágenes de la masacre fueron también distribuidas en Indonesia, permitiendo a los ciudadanos el ver las acciones del gobierno sin ninguna censura.
El Congreso de EE. UU. votó en favor de cortar el financiamiento para la formación del personal militar indonesio, aun así la venta de armas de los EE. UU. a las Fuerzas Armadas de Indonesia continuó. El presidente Bill Clinton cortó todos los lazos militares de EE. UU. con el ejército indonesio en 1999. En 2005, los EE. UU. había retomado el entrenamiento y cooperación y para 2012 el presidente Barack Obama había aumentado la ayuda financiera militar para Indonesia a $1.56 mil millones.
La masacre movió al gobierno portugués a aumentar su campaña diplomática. Portugal intentó aplicar presión al promover el asunto entre los otros miembros de la Unión Europea sin mucho éxito. Aun así, otros países de la Unión como el Reino Unido mantuvieron relaciones económicas cercanas con Indonesia, incluyendo ventas de armas.
El aniversario de la masacre es conmemorado por en Timor Oriental como día feriado.